# Hồng Gai
Hồng Gai (còn được gọi là Hòn Gai, trước năm 1995 là phường Hạ Long) là một phường thuộc tỉnh Quảng Ninh, Việt Nam.

## Địa lý
Phường Hồng Gai nằm ở trung tâm thành phố Hạ Long, có vị trí địa lý:
- Phía đông giáp phường Bạch Đằng
- Phía tây giáp phường Bãi Cháy với ranh giới là eo Cửa Lục
- Phía nam giáp vịnh Hạ Long
- Phía bắc giáp phường Yết Kiêu và phường Trần Hưng Đạo.

Phường có diện tích 1,72 km², dân số năm 1999 là 7.836 người, mật độ dân số đạt 4.556 người/km².

## Lịch sử
Phường Hạ Long thuộc thị xã Hồng Gai được thành lập ngày 10/9/1981 từ hai tiểu khu Hạ Long và Ba Đèo.
Đến năm 1993, thành phố Hạ Long được thành lập trên cơ sở toàn bộ diện tích và dân số của thị xã Hồng Gai. Phường Hạ Long thuộc thành phố Hạ Long.
Ngày 28 tháng 10 năm 1996, phường Hạ Long tiếp nhận tên cũ "Hồng Gai" của thành phố Hạ Long khi còn là thị xã, đổi tên thành phường Hồng Gai.